# Kútniky
Kútniky este o comună slovacă, aflată în districtul Dunajská Streda din regiunea Trnava. Localitatea se află la altitudinea de 114 m deasupra n.m., se întinde pe o suprafață de 10,99 km2 și în 2017 număra 1.413 locuitori.

## Istoric
Localitatea Kútniky este atestată documentar din 1380.

## Demografie
| An:                | 1994 | 2004    | 2014    | 2024   |
| ------------------ | ---- | ------- | ------- | ------ |
| Număr de persoane: | 817  | 1040    | 1382    | 1505   |
| Diferență:         |      | +27,29% | +32,88% | +8,90% |

| An:                | 2023 | 2024   |
| ------------------ | ---- | ------ |
| Număr de persoane: | 1503 | 1505   |
| Diferență:         |      | +0,13% |